# Anjubault
La Anjubault era un'industria meccanica francese con sede a Parigi, attiva nella costruzione di locomotive a vapore di modeste dimensioni, in prevalenza destinate ai cantieri per la costruzione di linee ferroviarie.
La morte del fondatore Auguste Anjubault, dopo soli quindici anni di attività, decretò la cessione dell'azienda alla Corpet-Louvet, che si specializzò a sua volta nella produzione di locomotive a scartamento metrico soprattutto per le ferrovie secondarie della Francia.

## Settori di attività

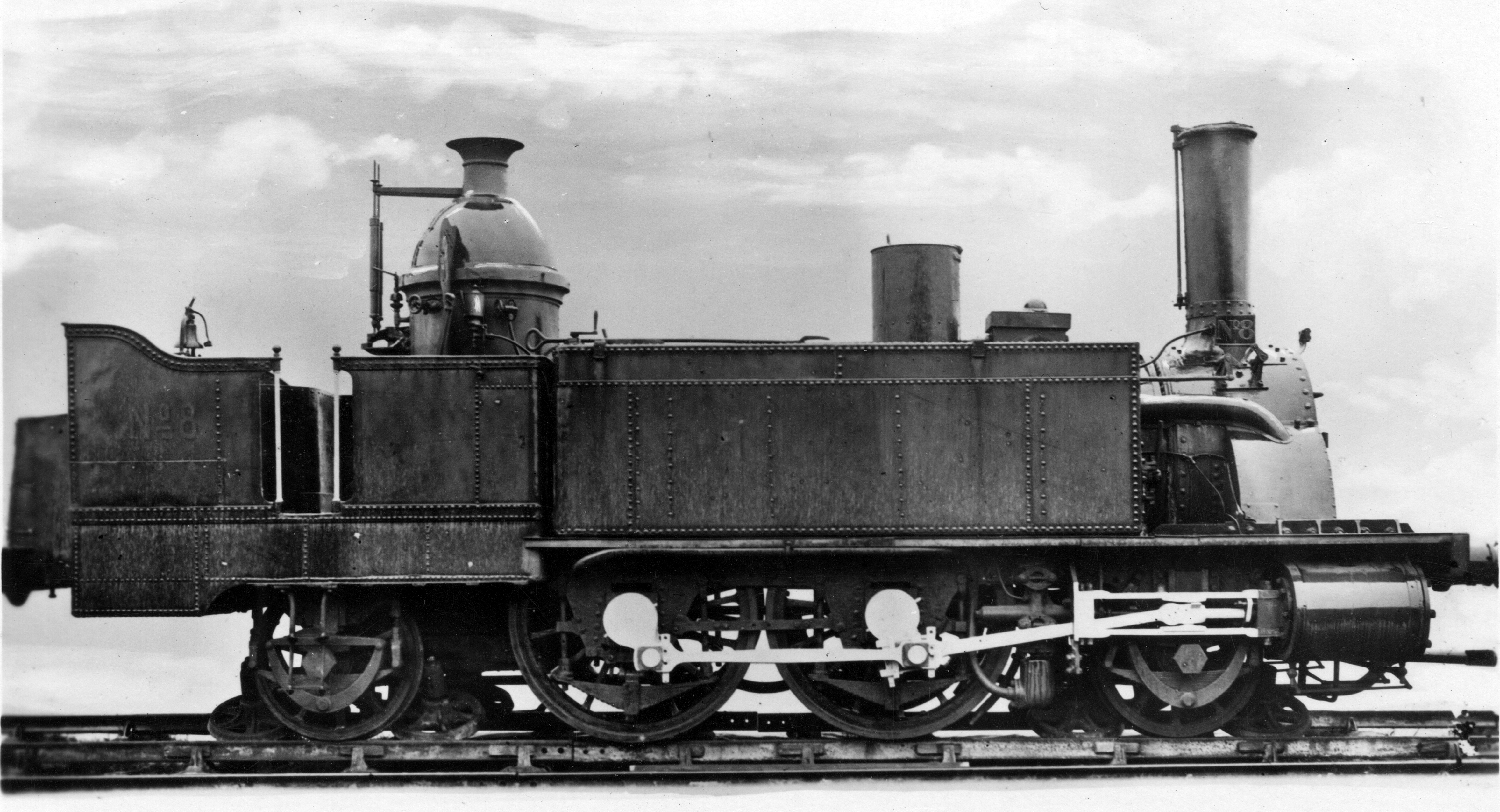
Locomotiva Anjubault PO n. 8

Le prime due locomotive prodotte, progettate da Jean-Claude-Républicain Arnoux con la supervisione di Jean-Jacques Meyer erano denominate l'Yvette e l'Orge e dotate del rodiggio 1A1n2t (tipo 111), così come la terza, la le Florian, una 020: si trattavia di macchine realizzate con lo scartamento atipico di 1.751 mm del cosiddetto "sistema Arnoux". Il committente di tale prima fornitura era la Compagnie de Paris à Orsay di Jean-Claude-Républicain Arnoux, che le impiegò sulla propria "ligne de Sceaux", nella banlieue di Parigi. Le Anjubault numero 1, 2 e 3 furono consegnate rispettivamente nell'aprile, agosto e ottobre 1855. A causa dello scarso successo economico del servizio le tre unità furono cedute nel 1867, previa modifica, alla Compagnie du chemin de fer de Paris à Orléans.
La produzione principale della Anjubault era incentrata sulle locomotive a due assi tipo 020 a scartamento normale, sebbene non mancassero esemplari a 1.672 mm e altre destinati a binari industriali con scartamenti ridotti di 1209, 1100, 1000 e 900 mm.
In totale, più di 121 locomotive Anjubault uscirono dalle officine parigine durante i 15 anni di attività dell'azienda.
La maggior parte delle unità erano macchine da cantiere consegnate ad imprese di lavori pubblici, che in tale epoca erano impegnate nella costruzione di ferrovie in tutta la Francia. Non mancarono tuttavia locomotive tranviarie, sia per il mercato locale, come nel caso dell'esemplare consegnato alla tranvia di Villiers, sia per quelli esteri. Numerose locomotive furono infatti destinate all'esportazione, grazie a commesse in India, Italia, Spagna e Svizzera o a imprese industriali quali la Compagnia delle miniere di Béthune, la Wendel et compagnie, le fucine di Chatillon, la compagnia mineraria di Liévin e quella di Anzin.

### India

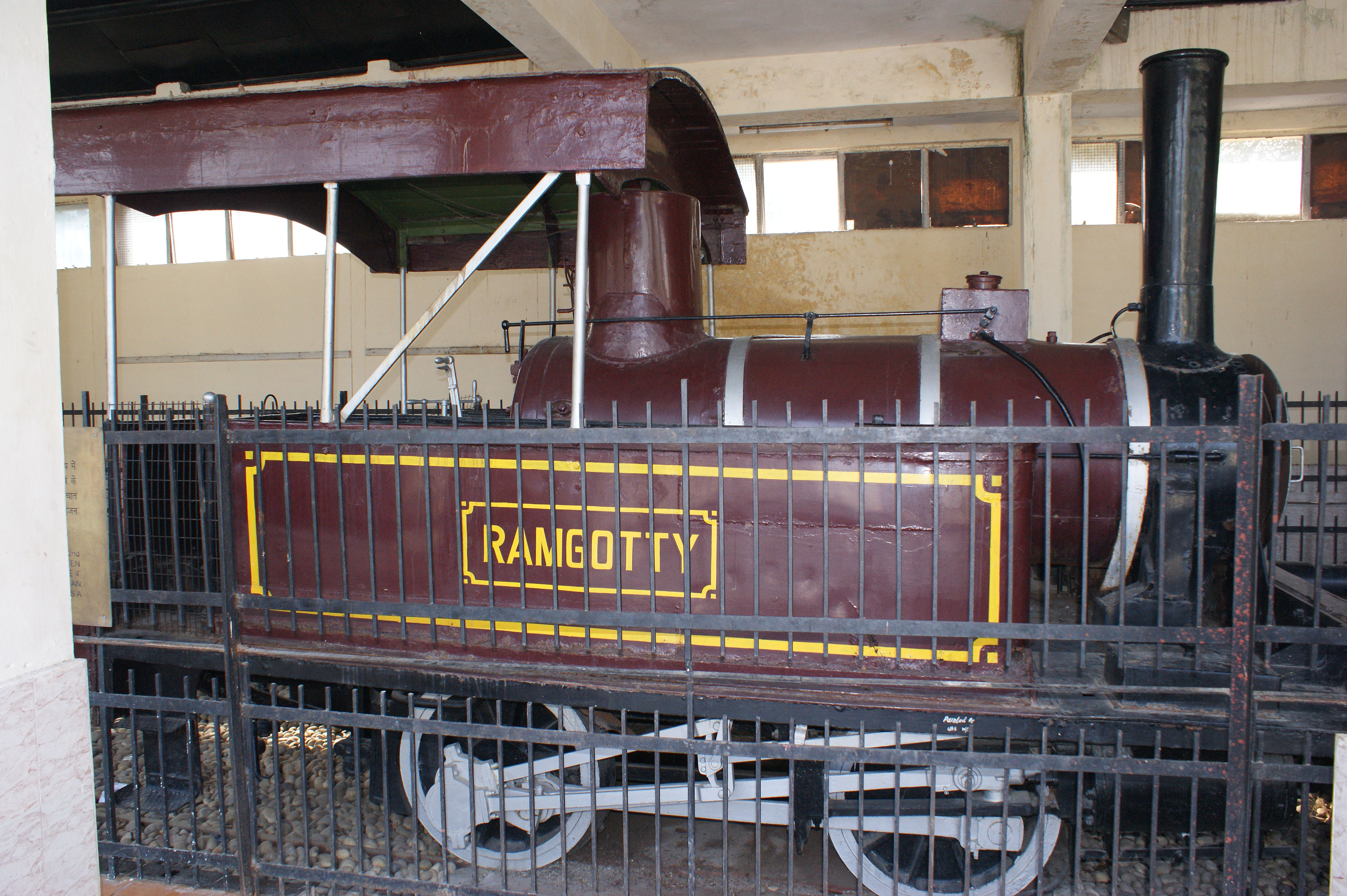
La Ramgotty nel 2010 a Nuova Delhi

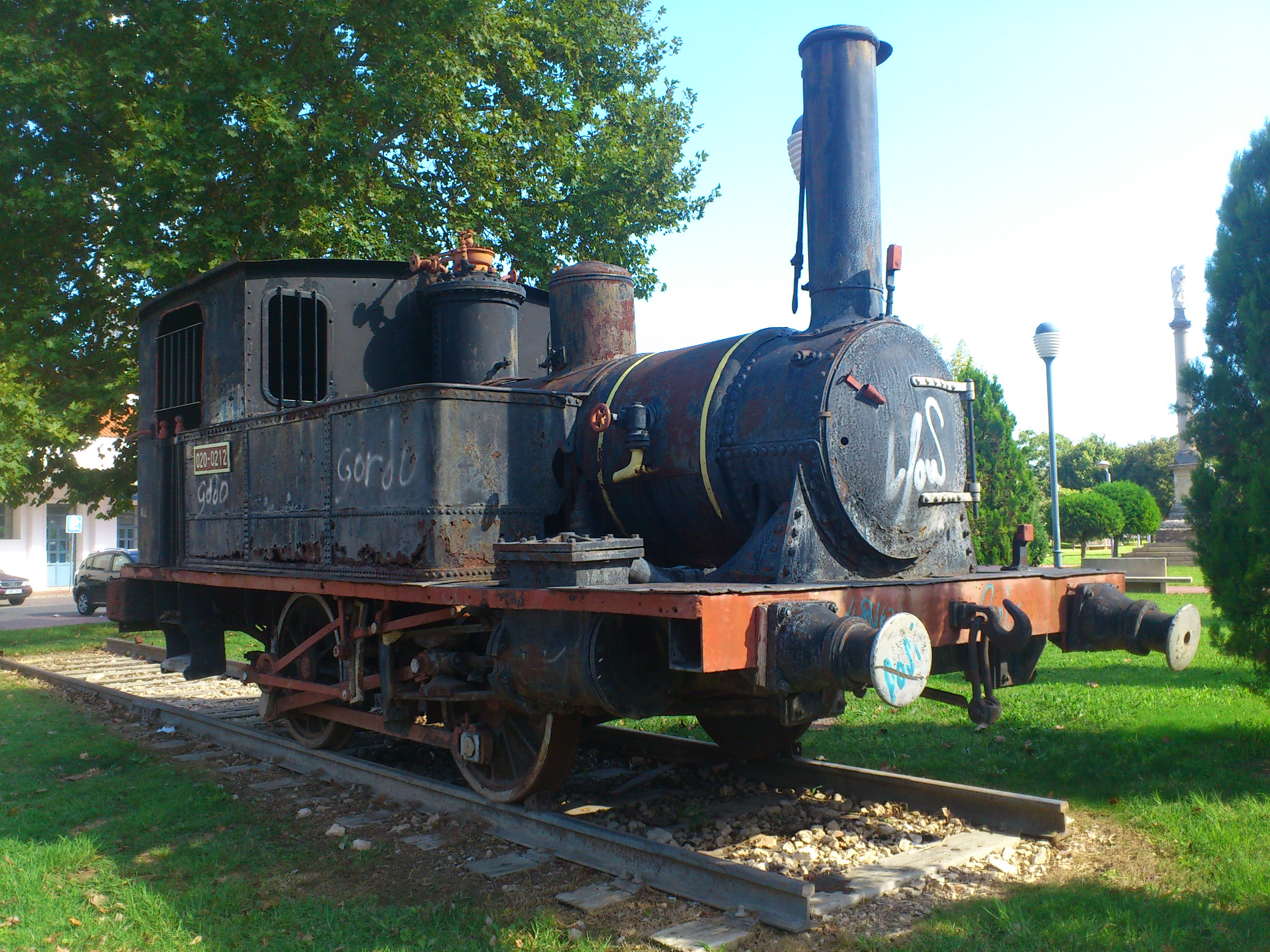
Locomotiva Léonito nel 2013

Nel 1862 quattro locomotive Anjubault a scartamento 1209 mm furono consegnate alla Nalhati-Azimganj Railway Indes e numerate 69, 70, 73 e 74.
Una di esse, ceduta nel 1892 alla East Indian Railway, venne in seguito adattata allo scartamento di 1.676 mm e venduta nel 1951 al Comune di Calcutta per la trazione dei treni di rifiuti e utilizzata fino al 1962. Recuperato e restaurato nel 1974, tale esemplare fu battezzato Ramgotty Mukherjee, dal nome del primo direttore della Nalhati-Azimganj, ed è esposto presso l'India National Rail Museum di Nuova Delhi.

### Italia
Per le Strade Ferrate Romane la Anjubault fornì nel 1863 una locomotiva-tender a quattro ruote accoppiate e cilindri esterni inclinati (numero di fabbrica 93) che fu immatricolata come 10001.
La società esercente la tranvia Cremona-Ostiano (TCO) aveva fatto ricorso al mercato dell'usato acquistando fra le altre una locomotiva Anjubault di tipo tranviario, successivamente ceduta alle Tramvie Provinciali Cremonesi e infine alla Società Nazionale Ferrovie e Tramvie.

### Spagna
Consegnata il 2 maggio 1865 alla Léon Cappa pour Minas de Reunion, l'esemplare 105 dotato di scartamento 1.672 mm, poi passato alla Compañía de los ferrocarriles de Madrid a Zaragoza y Alicante (MZA) con il n. 612 e infine alla RENFE, è anch'esso conservato con il nome di Léonito quale locomotiva monumento lungo l'avenida Libertad a Cordova.
Un analogo esemplare denominato Santa Rita, numero di fabbrica 103, poi MZA 611 e infine RENFE 020.0211, fu consegnato alla medesima compagnia mineraria il 17 settembre 1864.

## Storia
La fondazione dell'impresa scaturì dall'incontro degli ingegneri
Jean-Claude-Républicain Arnoux e Jean-Jacques Meyer con Auguste Anjubault, imprenditore allora trentacinquenne, in un momento particolarmente dinamico per la storia delle ferrovie.
Anjubault (1820-1868) costruttore meccanico, fondò dunque nel 1855 una società per la costruzione di macchine a vapore, principalmente locomotive, la cui officina e ufficio sorgevano al numero 4 di rue Keller, indirizzo al quale lo stesso Anjubault era domiciliato.

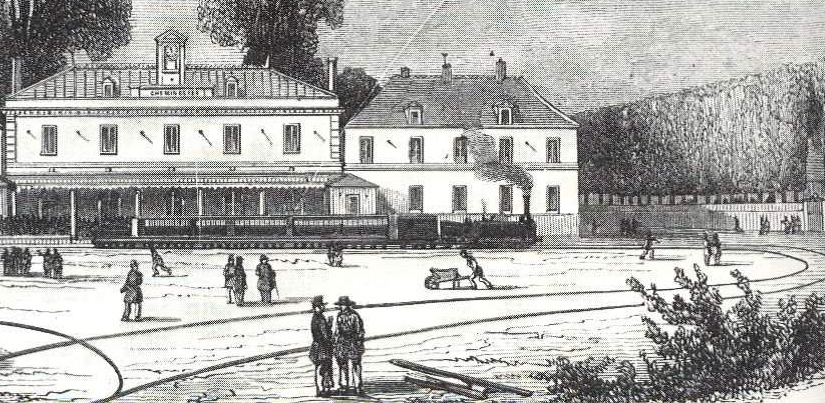
Incisione raffigurante un impianto realizzato con il sistema Arnoux

In occasione dell'Esposizione Universale di Parigi del 1855 Anjubault presentò l'Orge, una locomotiva mista articolata sistema Arnoux a quattro cilindri e quattro ruote motrici indipendenti idonea al servizio su linee di montagna e destinata alla Compagnie de chemin de fer de Paris à Orsay per la ferrovia Sceaux-Orsay, costruita sotto la direzione di Jean-Jacques Meyer.
Alla successiva edizione dell'esposizione, tenutasi nel 1867, Anjubault presentò una locomobile destinata all'impiego in agricoltura.
Alla morte di Auguste Anjubault, avvenuta nel 1868, Lucien Corpet (1848-1889), giovane ingegnere proveniente dalla École Centrale des Arts et Manufactures, assunse la direzione dello stabilimento e, non avendo lasciato il fondatore dei successori, acquistò lo stesso facendo costruire, a fianco del suo domicilio al 117 di avenue Philippe-Auguste, una nuova officina di maggiori dimensioni della precedente. Il trasloco delle attività avvenne nel 1870, proseguendo la produzione con il marchio Corpet-Louvet per ulteriori diciotto anni.